# Stieleichen Hüblerstraße

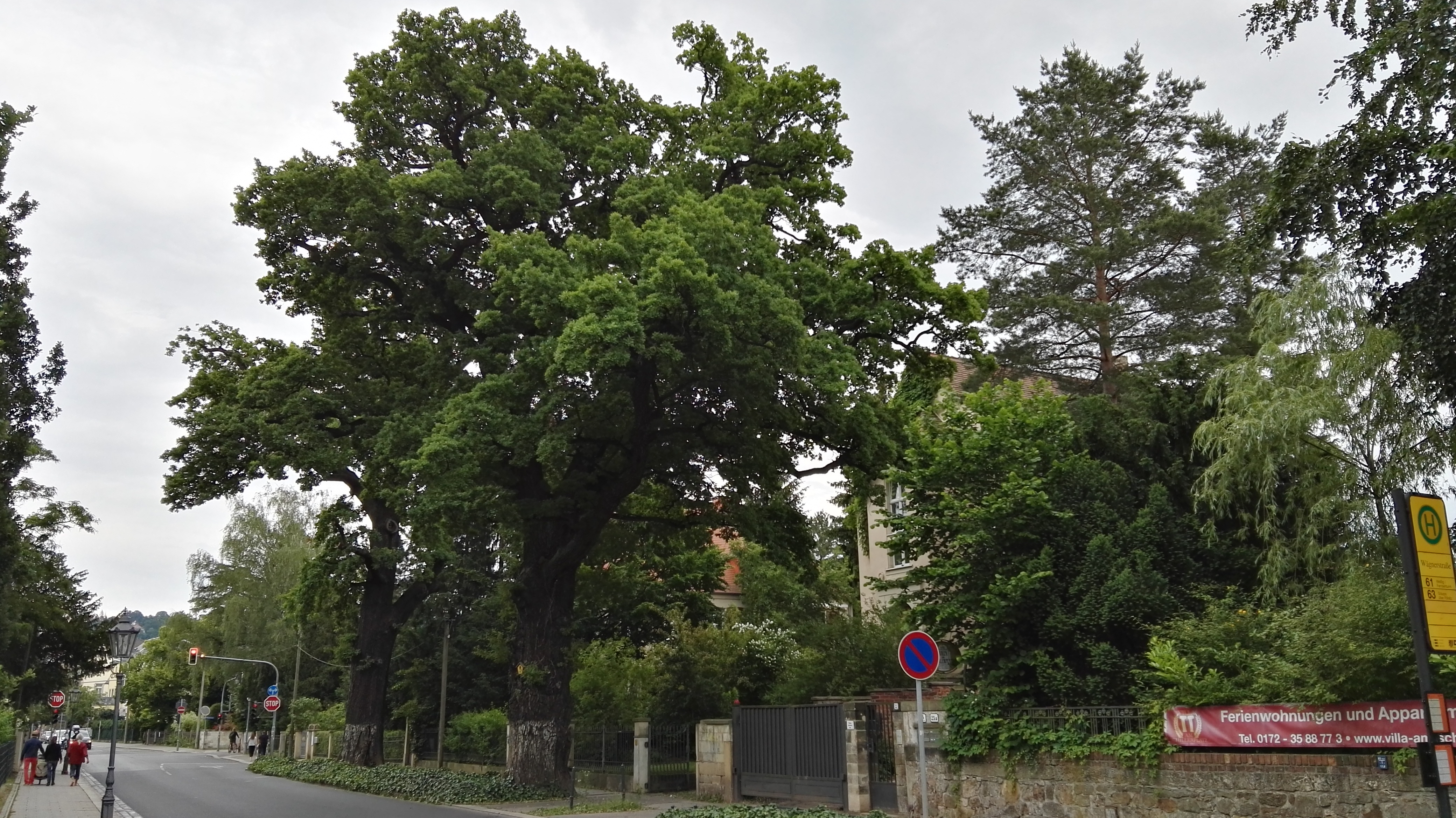
Stieleichen Hüblerstraße

Die Stieleichen Hüblerstraße sind ein als Baumgruppe ausgewiesenes Naturdenkmal (ND 35) in Blasewitz. Die beiden straßenbegleitenden Stieleichen aus der Mitte des 17. Jahrhunderts weisen eine Höhe von etwa 23 Metern und Kronendurchmesser von etwa 22 Metern auf. Die Stammumfänge betragen 4,65 Meter und 4,80 Meter. Sie stehen an der Hüblerstraße 23, gut 300 Meter westlich des Schillerplatzes, der nach weiteren 150 Metern auf das Blaue Wunder führt. Eine der Eichen wurde am 22. Juni 2025 wegen Pilzbefalls gefällt.

## Geschichte

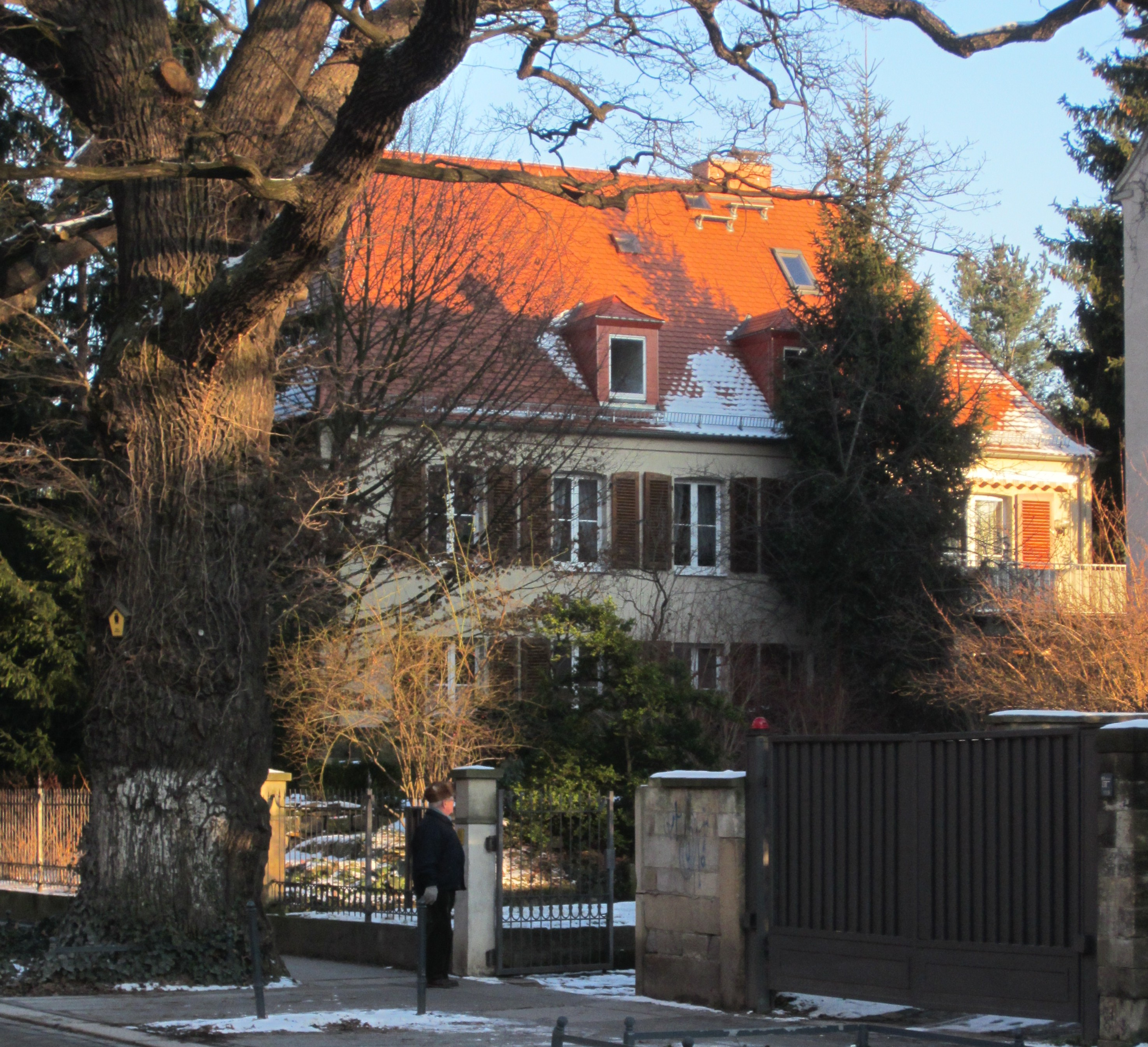
Eine der Eichen, im Hintergrund das denkmalgeschützte Wohnhaus Hüblerstraße 21a

Eine 1995 durchgeführte Resistographenmessung lässt die Vermutung zu, dass die beiden Bäume schon im Jahr 1650 standen. Es wird aufgrund ihres Kronenaufbaus angenommen, dass sie schon damals frei standen und der Eichelmast dienten.
Die Hüblerstraße, vormals Striesener Straße, ist Teil des alten Verkehrswegs zwischen den Dörfern Striesen und Blasewitz sowie Loschwitz jenseits der Elbe. Noch um 1866 war in der Nähe der beiden Eichen das umliegende Gebiet unbebaut. Erst im letzten Drittel des 19. Jahrhunderts setzte eine rege Bautätigkeit ein, die in offener Bebauung auch die heutige Hüblerstraße umfasste und das Straßennetz mit neuen Nebenstraßen verdichtete. Die Eichen blieben als Straßenbäume im entstehenden Villenviertel erhalten. Die untere Naturschutzbehörde der Kreishauptmannschaft Dresden-Bautzen hatte 1936 auf Grundlage des Reichsnaturschutzgesetzes bereits eine Reihe von Bäumen aus ihrem Bezirk unter Schutz gestellt. Mit einer Nachtragsverordnung vom 22. August 1938 kamen weitere Bäume hinzu, darunter diese beiden Eichen an der Hüblerstraße.
Infolge des Zweiten Weltkriegs wurde das Wohnhaus Hüblerstraße 23 vollständig zerstört. Die Bäume, wie auch die beidseitig benachbarten und inzwischen denkmalgeschützten Wohngebäude Hüblerstraße 21a und Nr. 25, blieben erhalten.
Am 3. Januar 1985 fasste der Rat der Stadt Dresden einen Beschluss zur Unterschutzstellung von Naturdenkmalen. Im damaligen Stadtbezirk Dresden-Ost betraf dies neben der Blutbuche Naumannstraße 3 (an der Poliklinik) und der Berg-Hemlocktanne Käthe-Kollwitz-Ufer 91 nochmals die beiden Stieleichen vor der Hüblerstraße 23. Allerdings standen die beiden Bäume noch ein gutes Jahrzehnt mit dem halben Stamm in der Fahrbahn. Erst 1998 sind zu ihrem Schutz Baumscheiben angelegt und die Bodenschichten bis etwa 60 cm Tiefe mittels eines Saug- und Spül-Fahrzeugs gegen lehmigen Kies und sandige Muttererde ausgetauscht worden. Dabei ist in einem halben Meter Tiefe am Rand der Eichen eine alte Granitpflasterstraße vorgefunden worden.
Weitere Maßnahmen zum Schutz und zur Erhaltung der Bäume betrafen geänderte Gehwegplatten, Wurzelbrücken an den benachbarten Einfahrten sowie ein Pflegeschnitt der Oberkronen, der einem Auflichten entgegenwirken soll.